# Shaun Maswanganyi
Shaun Maswanganyi (Johannesburgo, 1 de febrero de 2001) es un deportista sudafricano que compite en atletismo, especialista en las carreras de velocidad.
Participó en dos Juegos Olímpicos de Verano, en los años 2020 y 2024, obteniendo una medalla de plata en París 2024, en la prueba de 4 × 100 m.

## Palmarés internacional
| Juegos Olímpicos | Juegos Olímpicos | Juegos Olímpicos | Juegos Olímpicos |
| Año              | Lugar            | Medalla          | Prueba           |
| ---------------- | ---------------- | ---------------- | ---------------- |
| 2024             | París (Francia)  | Medalla de plata | 4 × 100 m        |